# Orbite géosynchrone
Pour les articles homonymes, voir GSO.
Pour un article plus général, voir Orbite terrestre.
 (septembre 2024).
Si vous disposez d'ouvrages ou d'articles de référence ou si vous connaissez des sites web de qualité traitant du thème abordé ici, merci de compléter l'article en donnant les références utiles à sa vérifiabilité et en les liant à la section « Notes et références ».
L'orbite géosynchrone, abrégée GSO (en anglais : geosynchronous orbit), est une orbite géocentrique sur laquelle un satellite se déplace dans le même sens que la planète (d'ouest en est pour la Terre) et dont la période orbitale est égale à la période de rotation sidérale de la Terre (soit environ 23 h 56 min 4,1 s). Cette orbite a un demi-grand axe d'environ 42 200 km. Puisque le rayon de la Terre est de 6 371 km, l'altitude d'une orbite géosynchrone circulaire est 35 786 km au-dessus du géoïde terrestre ; on parle couramment de satellites à 36 000 km.

## Description
Cette orbite peut être inclinée ou non par rapport au plan équatorial et son excentricité peut être nulle (orbite circulaire) ou non (orbite elliptique).

### Orbite géostationnaire
Si l'orbite géosynchrone est circulaire et située dans le plan de l'équateur, le satellite apparaît comme un point fixe dans le ciel. On l'appelle orbite géostationnaire. L'orbite géostationnaire est donc une orbite géosynchrone qui a une inclinaison et une excentricité nulle.

### Orbite inclinée
Si l'orbite géosynchrone est inclinée, la période orbitale correspond toujours à la durée de la rotation de la Terre mais l’orbite s’écarte également au nord et au sud de l’équateur. La trace au sol décrit un analemme dans le ciel lorsqu'il est observé depuis un point fixe de la surface de la Terre. Si l'excentricité est nulle, la trace au sol est symétrique par rapport à l'équateur (cf schémas).

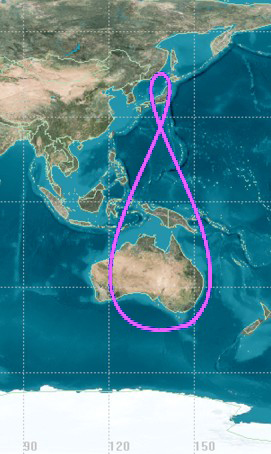
Trace au sol d'une orbite terrestre géosynchrone ayant une inclinaison de 45° et une excentricité de 0.09.
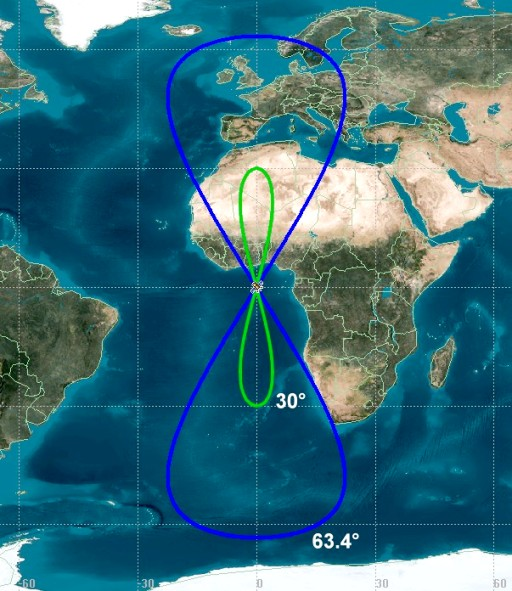
Traces au sol de deux orbites terrestres géosynchrones d’excentricité nulle, et ayant une inclinaison de 30° ou de 63,4°. Si l'inclinaison est de 0° la trace au sol est un point.

## Utilisation
Certains satellites géostationnaires, toujours actifs mais retirés du service, ont été déplacés sur une orbite géosynchrone inclinée à environ 13° pour permettre aux stations des régions polaires de communiquer.